# Офисная игрушка

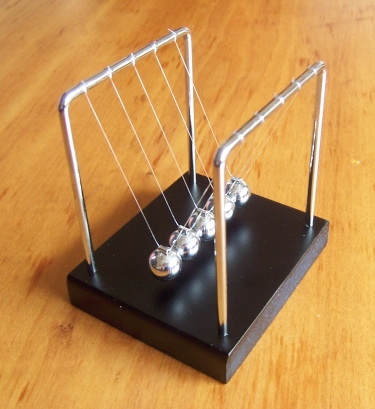
Колыбель Ньютона (маятник Ньютона), типичный пример офисной игрушки

Офисная игрушка (Office Toy, также The boss's toy в переводе с англ. — «игрушка начальника» или A table toy с англ. — «настольная игрушка») — элемент декорации, который обычно размещают на столе руководителя, офисного служащего или работника образовательного учреждения. Обычно имеет довольно простую форму и вид. Офисные игрушки предназначены для украшения, снятия стресса, а также служат источником вдохновения.
. Маятник Ньютона — классический пример офисной игрушки.

## Функции
Офисные игрушки служат для снятия стресса и украшения рабочего места. Различные виды офисных игрушек предоставляют множество возможностей своим пользователям. Например, головоломки способствуют развитию творческого мышления. Спиннер — это офисная игрушка для уменьшения стресса или избавления от скуки. Дизайнер Дональд Альбрехт описал офисные игрушки как объекты, провоцирующие на творчество, содействующие идентичности и показывающие статус в «море корпоративной однородности».  

## Примеры
- Колыбель (маятник) Ньютона[2][3][5].
- Спиннер[4].
- Пьющая птичка[2].
- Магический шар 8[2].